# Madasumma albonotata
Madasumma albonotata är en insektsart som beskrevs av Lucien Chopard 1936. Madasumma albonotata ingår i släktet Madasumma och familjen syrsor. Inga underarter finns listade i Catalogue of Life.